# Карпатська хата
Садиба «Карпатська хата»- приватний-будинок музей в м. Борислав, Львівська область.                                                                              

## Історія
Садиба була зведена в 1802 році  в селі Вижній Березів Косівського району Івано-Франківської області. і був найстарішим будинком в селі.  В 2013 році хатину було перевезено в м. Борислав. На одвірку збереглася стара табличка з колишньою адресою будинку польською мовою – Berezow Wyzny, 52.

## Експонати
В музеї зберігається посуд з орнаментами ручної роботи, вироблений у Галичині в 1910 році. Є в хаті і колекція старих глечиків, оригінальні довоєнні меблі, ремісничі вироби та інші експонати.